# Dan Mitrione
Daniel A. Mitrione, född 4 augusti 1920, död 10 augusti 1970, var en italienskfödd amerikansk polis, FBI-agent och CIA-rådgivare (tortyrexpert) i Latinamerika.
Från 1960 till 1967 arbetade Mitrione i Brasilien vid Office of Publik Safety (OPS), där han bland annat utbildade poliser i tortyr. Han använde fångar och hemlösa som försökskaniner. Mitrione återvände till USA 1967 för att dela med sig av sina erfarenheter om antigerillakrigföring vid Agency for International Development (AID), i Washington DC.  
År 1969 flyttade Mitrione till Uruguay, där tortyr av politiska fångar under hans tid blev rutin. Förhållandena i Uruguay blev så förvärrade under Mitriones tid att den uruguayanska senaten tvingades genomföra en undersökning. Kommissionen kom fram till att tortyren i Uruguay hade blivit en ”normal, ofta förekommande och vanemässig metod” som användes mot Tupamaros och även andra. 
Mitrione kidnappades av stadsgerillan Tupamaros den 31 juli, 1970. Han förhördes om sitt förflutna och om USA:s inblandning i Latinamerika, Som villkor för att släppa Mitrione krävde Tupamaros frigivning av 150 politiska fångar. Uruguays regering, med stöd från USA vägrade uppfylla villkoren och Mitrione hittades senare död i en bil, skjuten i huvudet.
1972 inställdes den planerade premiärvisningen av Costa-Gavras film Gisslan på det federalt finansierade John F. Kennedy Arts Center i Washington. Filmen handlar om en amerikansk ambassadtjänsteman, spelad av Yves Montand, som kidnappas av den uruguayanska gerillarörelsen Tupamaros. Gerillan försöker få tjänstemannen utväxlad mot tillfångatagna tupamarosmedlemmar men Uruguays regering, uppbackad av USA, vägrar och mannen avrättas. Visningen stoppades därför att filmen hade verklighetsbakgrund. Den handlade om kidnappningen av Dan Mitrione.
Nixon-administrationen uttalade genom sin talesman Ron Ziegler att Mitrione genom sitt hängivna arbete medverkat till en fredlig utveckling och att han kommer att minnas som ett exempel för fria människor runtom i världen. 